# كريستي بارون
كريستي بارون (بالإنجليزية: Christy Baron)‏ هي مغنية وكاتبة غنائية أمريكية، ولدت في 31 ديسمبر 1949 في بيتسبرغ في الولايات المتحدة.

## وصلات خارجية
- كريستي بارون على موقع IMDb (الإنجليزية)
- كريستي بارون على موقع ميوزك برينز (الإنجليزية)
- كريستي بارون على موقع أول ميوزيك (الإنجليزية)
- كريستي بارون على موقع ديسكوغز (الإنجليزية)
- كريستي بارون على موقع قاعدة بيانات الفيلم (الإنجليزية)